# Тын (Жетысайский район)
Тын (каз. Тың, до 2000 г. — Целинное) — село в Жетысайском районе Туркестанской области Казахстана. Входит в состав Макталинского сельского округа. Код КАТО — 514479800.

## Население
В 1999 году население села составляло 264 человека (133 мужчины и 131 женщина). По данным переписи 2009 года, в селе проживало 699 человек (360 мужчин и 339 женщин).